# 大野俊康
大野 俊康（おおの としやす、1922年〈大正11年〉5月20日 - 2013年〈平成25年〉4月16日）は、日本の神職。靖國神社宮司（第7代）。本渡諏訪神社名誉宮司。

## 略歴
熊本県出身。1943年（昭和18年）10月、神宮皇學館大学祭祀専攻科に入学したが、学徒出陣により、同年12月1日、陸軍西部十六部隊（熊本市の陸軍歩兵連隊機関銃中隊大隊砲小隊）に入営。1944年（昭和19年）6月、第三期特操として熊谷飛行学校に入校したものの、訓練未了のまま終戦を迎えた。
1947年（昭和22年）2月、肥後本渡諏訪神社（天草島総鎮守）宮司。1948年（昭和23年）、九州帝国大学（現・九州大学）文学部卒。1986年（昭和61年）、熊本県神社庁長。
1992年（平成4年）4月1日、靖國神社第7代宮司（ - 1997年（平成9年）5月20日）。靖國神社宮司就任当初に、鎮霊社の存在を知り、一般参拝者が参拝出来ず、また社としても小規模な為、社を造営し直して、一般参拝者が参拝出来るお社にしてはどうかと、部長会などで提案。「鎮霊社に関する調査小委員会」が出来た。しかし、総代会で反発を受け、松平永芳前宮司から鎮霊社に対する思いを、『宮司願い』として受け取るに至り、その経緯・趣旨を内部で研究調査させた。調査の結果、小委員会は鎮霊社の公開を「否」とした。2006年（平成18年）10月12日から一般参拝が可能となったが、2014年（平成26年）12月31日の放火事件以降、再び一般参拝は不可能となった。
2013年（平成25年）4月16日に死去。90歳没。

## 編著書
- 『天草島神社誌』昭和38年
- 『大関・栃光正之一代記』昭和56年
- 『祈りの庭のひろがり――西日本地区神道講演同志会・第三十五回記念特報』昭和63年9月
- 『山門は我が産土――神道詩人・北原白秋』
- 『靖国のこころ･終戦50周年を迎えるにあたって』（愛知県護国神社旌忠叢書1・平成7年8月・愛知県護国神社社務所刊）
- 「後に続くを信ず・戦没学徒が殉じた『神国日本』」（『祖国と青年』平成11年10月号、同15年3月刊『英霊の遺志を受け継ぐ日本人として・論文選集』所収）
- 『特攻魂のままに―元靖國神社宮司大野俊康講演集』（展転社、平成24年2月）

## 資料
- 大野俊康『宮司通達』（平成5年6月1日付）

「鎮霊社は、靖國神社の本旨とも言える、明治天皇の聖旨（我国の為をつくせる人々の名もむさし野にとむる玉垣）とは異なる御社であることを、先ず以って認識せねばならない。
また、『靖國神社社憲』の前文に、「本神社は、明治天皇の思召に基き、嘉永六年以降、国事に殉ぜられたる人々を奉斎し、永くその祭祀を斎行して、その『みたま』を奉慰し、その御名を万代に顕彰するため、明治二年六月二十九日、創立せられた神社である」とあり、次に、『宗教法人靖國神社規則』の第一章総則の第三条には、「本法人は、明治天皇の宣らせ給うた『安国』の聖旨に基き、国事に殉ぜられた人々を奉斎し、神道の祭祀を行い、その神徳をひろめ、本神社を信奉する祭神の遺族その他の崇敬者を教化育成し、社会の福祉に寄与し、その他本神社の目的を達成するための業務及び事業を行うことを目的とする」とある。
我々奉職者一同は、この『靖國神社社憲』及び『宗教法人靖國神社規則』に則り、職務を遂行せねばならぬことは、言うまでもない。
また、鎮霊社を現在の場所より移築したり、囲りの鉄柵を取りはずす等、鎮座当時と同様に、参詣者が自由に参拝出来るようにすることは、千鳥ケ淵戦没者墓苑に見られる通り、一部の政党や所謂博愛主義者によって、英霊祭祀二分化に繋がると、大いに懸念されるところである。
よって、小職は、昭和四十年、鎮霊社鎮座以来、今日まで厳粛に奉仕されてきた祭祀に鑑み、鎮霊社を、今後共、現状のまま、密かに奉斎続けることを見解とする。以上。」